# Brännvattnet
Brännvattnet är en sjö i Skellefteå kommun i Västerbotten och ingår i Rickleåns huvudavrinningsområde. Sjön har en area på 1,14 kvadratkilometer och ligger 219,3 meter över havet. Sjön avvattnas av vattendraget Rickleån.

## Delavrinningsområde
Brännvattnet ingår i det delavrinningsområde (717113-171424) som SMHI kallar för Utloppet av Brännvattnet. Medelhöjden är 256 meter över havet och ytan är 9,81 kvadratkilometer. Räknas de 25 avrinningsområdena uppströms in blir den ackumulerade arean 435,63 kvadratkilometer. Avrinningsområdets utflöde Rickleån mynnar i havet. Avrinningsområdet består mestadels av skog (67 procent) och sankmarker (14 procent). Avrinningsområdet har 1,14 kvadratkilometer vattenytor vilket ger det en sjöprocent på 11,6 procent.